# Салобеляк
Салобеляк — село в Яранском районе Кировской области, административный центр Салобелякского сельского поселения.

## География
Расположено на расстоянии примерно 21 км по прямой на юг-юго-восток от города Яранск.

## История
Известно с 1676 года. В 1842 году стало селом, где построена Троицкая церковь (сначала деревянная, с 1866 каменная). В 1873 году дворов 21 и жителей 120. В 1905 году в селе 52 двора и 250 жителей, в 1926 128 и 453, в 1950 431 и 1031, в 1989 проживало 976 человек. Село с 1935 по 1950 года являлось центром Салобелякского района. Работали колхозы «Смычка» и им.Ленина, совхоз «Салобелякский».

## Население
Постоянное население составляло 757 человек (русские 61%, мари 38%) в 2002 году, 544 в 2010.

## Достопримечательности
- Троицкая церковь